# Stig Arne Nohrstedt
Stig Arne Nohrstedt, född 1946, är sedan 1998 professor i medie- och kommunikationsvetenskap vid Örebro universitet. Han pensionerades i maj 2013, men är fortsatt aktiv forskare med ett flertal publikationer även därefter. Nohrstedts forskning rör bland annat områdena krigs- och fredsjournalistik, journalistisk etik, risk och kriskommunikation samt medier och strukturell diskriminering. Den vetenskapliga produktionen omfattar bland annat: Tredje världen i nyheterna (doktorsavhandling, 1986), Journalistikens etiska problem (medförfattare Mats Ekström, 1994), Journalism in the New World Order (redaktör tillsammans med Rune Ottosen, 2001), Mediernas Vi och Dom (redaktör tillsammans med Leonor Camauer, SOU 2006:21), Communicating Risks. Towards the Threat Society? (redaktör, 2010) och New Wars, New Media, New War Journalism (medförfattare Rune Ottosen, 2014). 